# Василівська сільська рада (Білогірський район)
Васи́лівська сільська́ ра́да — адміністративно-територіальна одиниця та орган місцевого самоврядування в Білогірському районі Автономної Республіки Крим. Адміністративний центр — село Василівка.

## Загальні відомості
- Населення ради: 2 852 особи (станом на 2001 рік)

## Населені пункти
Сільській раді були підпорядковані населені пункти:
- с. Василівка
- с. Малинівка
- с. Некрасове
- с. Павлівка
- с. Пролом
- с. Сєверне

## Склад ради
Рада складалася з 16 депутатів та голови.
- Голова ради: Франгопулов Володимир Дмитрович
- Секретар ради: Летунова Тетяна Василівна

### Керівний склад попередніх скликань
| Прізвище, ім'я, по батькові     | Основні відомості                                                                                  | Дата обрання | Дата звільнення |
| ------------------------------- | -------------------------------------------------------------------------------------------------- | ------------ | --------------- |
| Франгопулов Володимир Дмитрович | Сільський голова, 1962 року народження, освіта вища, член Всеукраїнського об'єднання «Батьківщина» | 26.03.2006   | 31.10.2010      |
| Франгопулов Володимир Дмитрович | Сільський голова, 1962 року народження, освіта вища, член Партії регіонів                          | 31.10.2010   |                 |

Примітка: таблиця складена за даними сайту Верховної Ради України

### Депутати
За результатами місцевих виборів 2010 року депутатами ради стали:

#### За суб'єктами висування
| Суб'єкт висування | Кількість обраних депутатів | %  |
| ----------------- | --------------------------- | -- |
| Партія регіонів   | 12                          | 75 |
| Самовисування     | 4                           | 25 |

#### За округами
| № округу        | Прізвище, ім'я, по батькові       | Дата визнання обраним | Освіта  | Партійна приналежність | Відомості про обраного депутата           |
| --------------- | --------------------------------- | --------------------- | ------- | ---------------------- | ----------------------------------------- |
| Партія регіонів |                                   |                       |         |                        |                                           |
| 1               | Номанов Ренат Музеінович          | 03.11.2010            | вища    | член Партії регіонів   | приватний підприємець                     |
| 2               | Клімов Сергій Іванович            | 03.11.2010            | вища    | член Партії регіонів   | ТОВ "Укрзернопром ", інженер              |
| 6               | Рош Людмила Анатоліївна           | 03.11.2010            | вища    | член Партії регіонів   | Василівська сільська рада, землепідрядник |
| 7               | Зоткіна Оксана Котянтинівна       | 03.11.2010            | вища    | член Партії регіонів   | Василівська сільська рада, інспектор ВОС  |
| 8               | Летунова Тетяна Василівна         | 03.11.2010            | середня | член Партії регіонів   | Василівська сільська рада, секретар       |
| 9               | Маслова Ірина Віталіївна          | 03.11.2010            | вища    | член Партії регіонів   | Білогірська РДА, начальник відділу        |
| 10              | Сітумеров Енвер Сейтнебійович     | 03.11.2010            | вища    | член Партії регіонів   | ТОВ «Содружество», бригадир               |
| 11              | Ведернікова Людмила Орестівна     | 03.11.2010            | середня | член Партії регіонів   | Василівська ОПСМ, молодша медична сестра  |
| 12              | Глебова Галина Анатоліївна        | 03.11.2010            | середня | член Партії регіонів   | тимчасово не працює                       |
| 13              | Сейтосманов Куртмемет Мустафаєвич | 03.11.2010            | вища    | член Партії регіонів   | приватний підприємець                     |
| 15              | Макаренко Микола Степанович       | 03.11.2010            | середня | член Партії регіонів   | пенсіонер                                 |
| 16              | Поспєлов Володимир Михайлович     | 03.11.2010            | вища    | член Партії регіонів   | тимчасово не працює                       |
| Самовисування   |                                   |                       |         |                        |                                           |
| 3               | Якубов Айдер Шадібаєвич           | 03.11.2010            | середня | позапартійний          | приватний підприємець                     |
| 4               | Конотоп Катерина Георгіївна       | 03.11.2010            | вища    | член Партії регіонів   | Василівська сільська рада, бухгалтер      |
| 5               | Деміденко Геннадій Володимирович  | 03.11.2010            | вища    | член Партії регіонів   | приватний підприємець                     |
| 14              | Емірова Антоніна Петрівна         | 03.11.2010            | вища    | позапартійна           | тимчасово не працює                       |